# Joel Sánchez (athlétisme)
Pour les articles homonymes, voir Sánchez et Joel Sánchez.
Joel Sánchez Guerrero, né le 15 septembre 1966 à Mexico (Mexique) est un athlète mexicain, spécialiste de la marche.

## Palmarès

### Jeux olympiques
- Jeux olympiques d'été de 2000 à Sydney :
  -  Médaille de bronze du 50 km marche

### Jeux panaméricains
- Jeux panaméricains de 1999 à Winnipeg :
  -  Médaille d'or du 50 km marche
- Jeux panaméricains de 1991 à La Havane :
  -  Médaille d'argent sur 20 km marche